# Armand Gasté
Armand Gasté, fransk litteraturhistoriker (1833-1902). 1884 professor i fransk litteratur vid universitetet i Caen.